# Němčice (district de Svitavy)
Pour les articles homonymes, voir Němčice.
Němčice (en allemand : Niemtschitz) est une commune du district de Svitavy, dans la région de Pardubice, en République tchèque. Sa population s'élevait à 1 038 habitants en 2024.

## Géographie
Němčice se trouve à 4 km au nord-est de Litomyšl, à 18 km au nord-ouest de Svitavy, à 44 km au sud-est de Pardubice et à 138 km à l'est-sud-est de Prague.
La commune est limitée par Sloupnice et Vlčkov au nord, par Přívrat au nord-est, par Česká Třebová à l'est, et par Litomyšl au sud et à l'ouest.

## Histoire
L'existence d'un village à l'emplacement de l'actuel Němčice est attestée avant l'an 1200.

## Administration
La commune se compose de quatre sections :
- Člupek
- Němčice
- Pudilka
- Zhoř

## Galerie

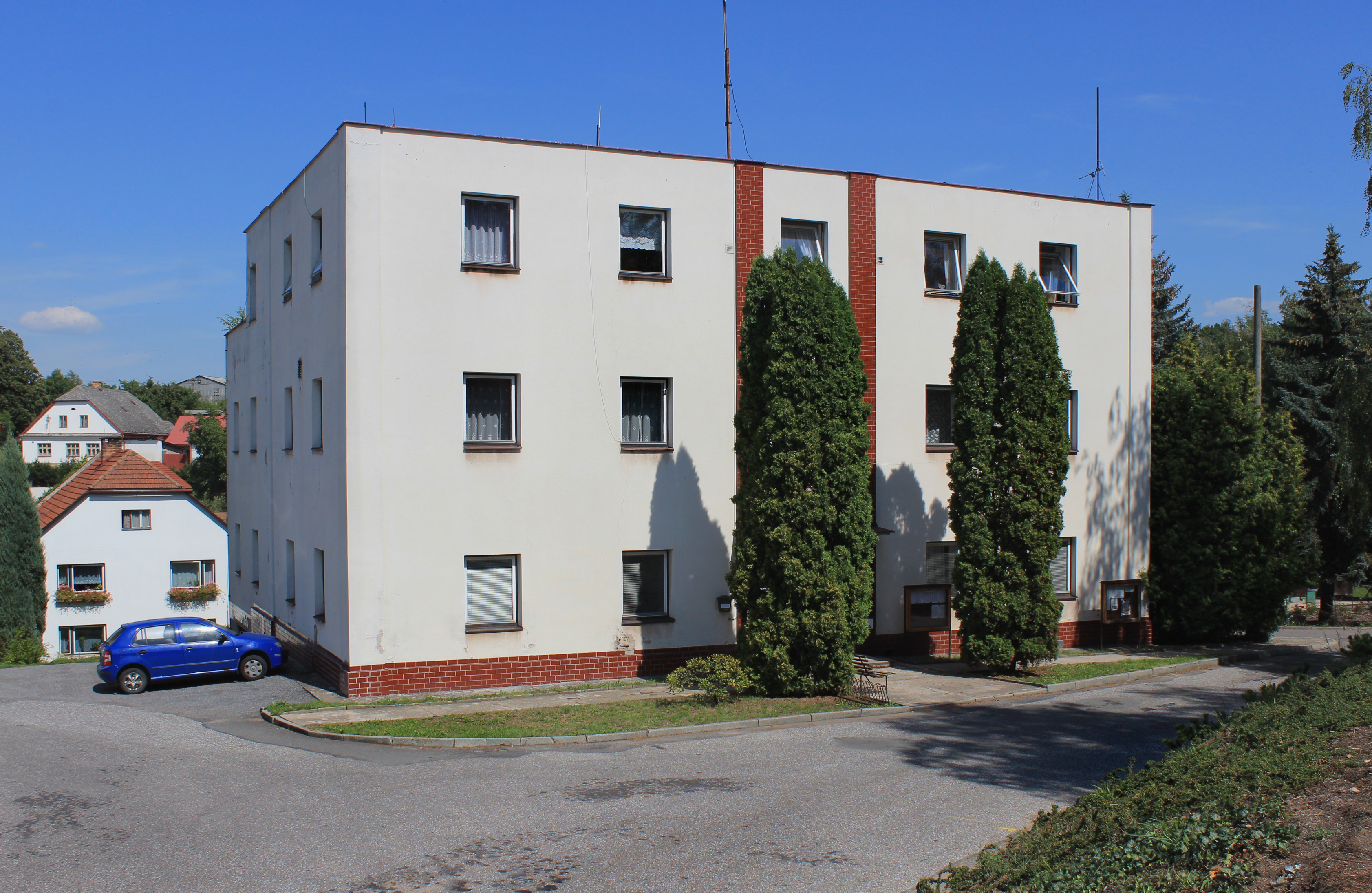
Němčice : la mairie.
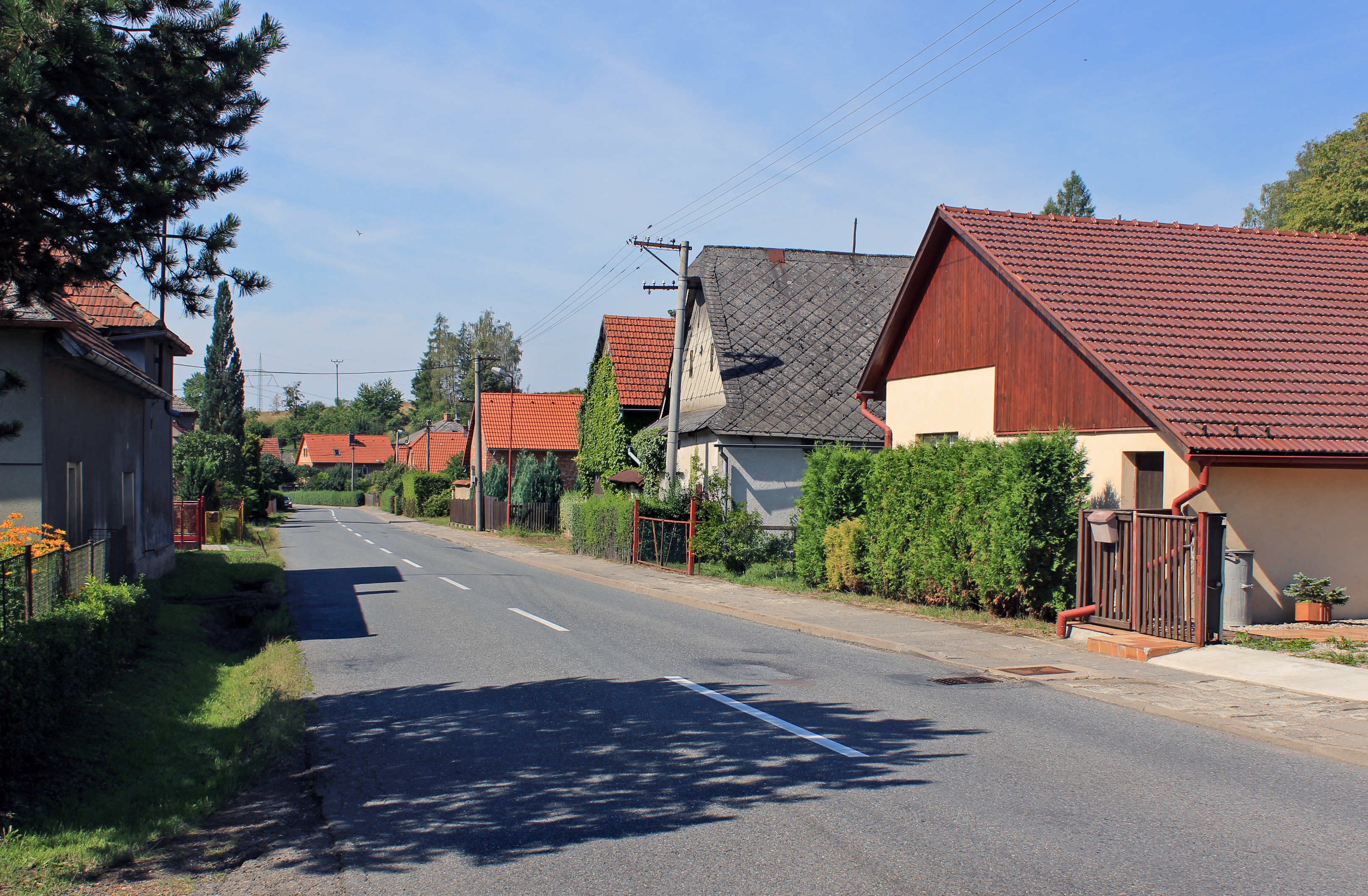
Route no 358 à Člupek.

## Transports
Par la route, Němčice se trouve à 5 km de Litomyšl, à 22 km de Svitavy, à 53 km de Pardubice et à 166 km de Prague. 